# Wolfgang Krüger (Leichtathlet)
Wolfgang Krüger (* 1. Januar 1947) ist ein ehemaliger deutscher Langstreckenläufer, der seine größten Erfolge im Marathon hatte.
Nachdem er bei den Crosslauf-Weltmeisterschaften 1973 in Waregem aufgegeben hatte, kam er im Jahr darauf bei den Crosslauf-Weltmeisterschaften in Monza auf den 62. Platz.
1975 wurde er Deutscher Vizemeister über 10.000 Meter, und 1976 siegte er beim Husumer Wintermarathon in 2:22:26 h.
1984 wurde er Zweiter beim Berlin-Marathon in 2:13:43 h, 1985 Dritter beim Houston-Marathon in 2:11:55 h, und 1986 errang er bei den Deutschen Marathon-Meisterschaften den Titel in 2:15:20 h.
Wolfgang Krüger startete für den LBV Phönix Lübeck, den ETSV Gut Heil Neumünster und den Lübecker Sportverein Gut Heil von 1876.

## Persönliche Bestzeiten
- 3000 m: 7:54,0 min, 12. Juni 1974, Bonn
- 5000 m: 13:42,4 min, 29. Juni 1975, Gelsenkirchen
- 10.000 m: 28:19,2 min, 19. Mai 1975, Bonn (aktueller schleswig-holsteinischer Rekord)
- Marathon: 2:11:54 h, 6. Januar 1985, Houston (aktueller schleswig-holsteinischer Rekord)